# 268

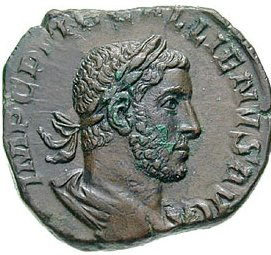
Keizer Gallienus (218 - 268)

Het jaar 268 is het 68e jaar in de 3e eeuw volgens de christelijke jaartelling.

## Gebeurtenissen

### Balkan
- September - Slag bij Naissus: Keizer Gallienus verslaat bij Niš in Servië een coalitie bestaande uit Goten en Herulen (50.000 man). Tijdens de veldslag maakt Domitius Aurelianus, die benoemd is tot dux equitum (leider van de cavalerie) vele krijgsgevangenen.

### Italië
- Slag bij Milaan: De Romeinse legioenen in Noord-Italië komen in opstand en kiezen de zijde van Postumus, keizer van het Gallische keizerrijk. Gallienus wordt, tijdens de belegering van Milaan, in een legerkamp door opstandige officieren vermoord.
- Claudius Gothicus (r. 268 - 270) laat zich uitroepen tot keizer van Rome en regeert als Claudius II over het Romeinse Rijk. Hij verzoekt de Senaat om Gallienus goddelijk (divus) te verklaren en laat hem begraven in een tombe langs de Via Appia.
- November - Slag bij het Gardameer: Het Romeinse leger (35.000 man) onder bevel van keizer Claudius II, verslaat aan de oevers van het Gardameer (Lacus Benacus) de plunderende Alemannen.

## Religie
- Paus Felix I volgt Dionysius op als de 26e paus van Rome. Zijn pontificaat wordt gekenmerkt door de verdere vormgeving van de mis, hij stelt de Heilige Drie-eenheid in.

## Overleden
- 26 december - Dionysius, paus van de Katholieke Kerk
- Publius Licinius Egnatius Gallienus (50), keizer van het Romeinse Rijk